# Stoy Stoffelen
Stoy Stoffelen, artiestennaam van Werner Stoffelen (1954) is een Vlaams drummer.
Stoffelen is mee afkomstig uit de Leuvense caféscene waar in de jaren zestig en zeventig heel veel muzikanten uit voorkwamen, als onder meer Big Bill, Jean-Marie Aerts, Walter Verdin, Paul Van Bruystegem, Firmin Michiels, Viona Westra, Luk Vankessel, Paul Rans, Jokke Kerkhofs en Rick Tubbax.
Begin jaren zeventig vormde hij samen met Jean-Marie Aerts en Luk Vankessel de band Split. Ook speelt hij drums voor en bij Big Bill. Nadat in 1974 Louisette, de band van Raymond van het Groenewoud uiteenviel waar Aerts intussen ook al was ingevallen en waar Eddy Verdonck de drums hanteerde, richtte Van het Groenewoud dat jaar als begeleidingsband Bien Servi op. Daarin werd Stoffelen vaste drummer, ook na de naamwissels van Bien Servi naar The Millionaires in 1975 en De Centimeters in 1979. Met Raymond van het Groenewoud neemt hij vele albums op en toert jarenlang door Vlaanderen. Hij levert een grote bijdrage aan het album Etisch Reveil, en wordt als medecomponist vermeld bij het titelnummer van Brussels by Night, de soundtrack bij de film van Marc Didden.
Ook in 1979 werkte hij mee aan het album van Walter Verdin, samen met Jean-Marie Aerts, Karel Vereertbrugghen en Walters broer Joris Verdin. Daaruit volgde ook de korte samenwerking in de band Specimen & The Rizikoos. Samen met Jean Blaute op (onder meer) gitaar en piano en Mich Verbelen aan de bas was hij ook de begeleidingsgroep van Urbanus, zowel bij optredens als tijdens albumopnames. In 1980 speelt hij mee op een van de albums van Jan De Wilde, PVBA Koekejoe & Cie.
Stoy Stoffelen wordt in de daarop volgende decennia bij velen gevraagd als studiomuzikant bij opnames, waardoor hij te horen is op een, meerdere of alle nummers van albums van De Nieuwe Snaar, Roland, Won Ton Ton, Anne Mie Gils, Der Polizei, Kadril, Hugo Matthysen, Bart Kaëll, Bart Van den Bossche en Johan Verminnen. Rond de eeuwwisseling is hij ook regelmatig te zien in De Notenclub, als de drummer van de band die de zangers begeleidt. In 2019, met hernemingen in de daarop volgende jaren, werkte hij nog mee aan Smartschade, een show met Nederlandstalige levensliedjes samen met Lien Van de Kelder, Jan De Smet, Mauro Pawlowski, Wouter Berlaen en Ad Cominotto.
In het dagelijkse leven was hij werkzaam als technisch ontwerper en tekenaar in de robotica. Ook is hij een fervent Alfa-Romeo Spider amateur.